# Zhoinba
Zhoinba (kinesiska: 准巴, 准巴乡, 直布) är en socken i Kina. Den ligger i den autonoma regionen Tibet, i den sydvästra delen av landet, omkring 230 kilometer sydost om regionhuvudstaden Lhasa. Antalet invånare är 435. Befolkningen består av 212 kvinnor och 223 män. Barn under 15 år utgör 20,0 %, vuxna 15-64 år 73 %, och äldre över 65 år 6,0 %.
Genomsnittlig årsnederbörd är 980 millimeter. Den regnigaste månaden är juli, med i genomsnitt 253 mm nederbörd, och den torraste är januari, med 1 mm nederbörd.